# Брониц (герб)
Брониц (пол. Bronic, Jelce, Jelec) — польский дворянский герб.

## Описание
В красном поле изображение двух эфесов от богемских сабель, расположенных в виде Андреевского креста. Каждый из эфесов оканчивается с обеих сторон шариком, и, вместе сложенные, они образуют букву X. Этот герб считают перешедшим из Богемии, что доказывает и форма эфесов. Другие объясняют пожалование этого знамени борьбою с богемцами и победою над ними. Ср. Корсак.

## Герб используют
14 родовBekowski, Borodziec, Bronic, Bronisz, Bykowski, Citowicz, Cytowicz, Gausowicz, Gawryłowicz, Gawsiewicz, Tudorowski, Turodowski, Wadomski, Wardomski